# ML-20
Lựu pháo 152 mm M1937 (ML-20) (tiếng Nga: 152-мм гаубица-пушка обр. 1937 г. (МЛ-20)) là một loại lựu pháo của Liên Xô. Lựu pháo này do phòng thiết kế của nhà máy số 172 do F. F. Petrov đứng đầu thiết kế trên cơ sở nâng cấp sâu lựu pháo 152-mm M1910/34. Loại lựu pháo này được sản xuất từ năm 1937 đến năm 1946, được sử dụng nhiều trong Chiến tranh Thế giới thứ hai làm pháo cấp chiến dịch (trang bị cho các quân đoàn và tập đoàn quân) của Hồng quân. Wehrmacht và Quân đội Phần Lan cũng sử dụng một số khẩu chiếm được. Sau Chiến tranh thế giới, lựu pháo này còn được sử dụng trong hàng loạt các cuộc xung đột trong thời gian từ giữa đến cuối thế kỷ XX.
Trước khi có lựu pháo ML-20, Hồng quân sử dụng pháo 152-mm M1910 do Schneider-Creusot cùng hai phiên bản cải tiến của nó hồi thập niên 1930 là M1910/30 và M1910/34. Nhà máy 172 đã tiến hành thiết kế nâng cấp sau M1910 để khắc phục các nhược điểm về thiếu cơ động, thiếu khả năng nâng độ cao,... Hai loại ML-15 và ML-20 đã được thiết kế. ML-15 do GAU khởi xướng trong khi ML-20 do kỹ sư Fyodor Fyodorovich Petrov chủ trì thiết kế. Tuy ML-15 nhẹ hơn nhiều so với ML-20 nhưng lại có cơ cấu nạp đạn phức tạp hơn. ML-20 được chọn có thể vì tính kinh tế do nó có nhiều chi tiết giống các loại M1910 mà Hồng quân đang có. Dù sao, phiên bản hiện đại hóa của ML-20 sau này cũng tiếp thu một số chi tiết thiết kế mới của ML-15.
ML-20 ban đầu được thiết kế cho pháo binh quân đoàn. Cùng với khẩu 122 mm A-19, nó đã tạo thành cái gọi là "bộ đôi quân đoàn". Năm 1940-41 có ba loại trung đoàn pháo binh:
- Với hai tiểu đoàn ML-20 và tiểu đoàn thứ ba được trang bị hoặc A-19 hoặc 107 ly (tổng cộng 24 khẩu ML-20).
- Với hai tiểu đoàn ML-20 và hai tiểu đoàn nữa được trang bị hoặc A-19 hoặc 107 ly (tổng cộng 24 khẩu ML-20).
- Với ba tiểu đoàn ML-20 (tổng cộng 36 chiếc ML-20).

Ngay sau khi Chiến dịch Barbarossa bùng nổ, pháo binh của quân đoàn đã bị loại bỏ (vì bản thân các quân đoàn súng trường cũng bị loại bỏ). Nó đã được khôi phục sau đó trong chiến tranh. Các trung đoàn pháo binh mới được cho là được trang bị pháo 122 mm hoặc pháo 152 mm, nhưng một số hồi ký đề cập rằng ML-20 cũng đã được sử dụng.
Từ năm 1943, loại súng này đã được sử dụng trong các trung đoàn pháo binh của tập đoàn quân. Các trung đoàn như vậy có 18 cỗ ML-20. Các tập đoàn quân cận vệ từ đầu năm 1945 có các lữ đoàn pháo binh với 36 khẩu ML-20.
Sau chiến tranh thế giới thứ hai, những khẩu ML-20 cũ được xuất khẩu rộng rãi cho các đồng minh thuộc Hiệp ước Warsaw và nhiều quốc gia ở châu Á và châu Phi (ở một số quốc gia, loại súng này vẫn còn được sử dụng). Nó đã được Ai Cập và Syria thông qua và sử dụng trong cuộc xung đột Ả Rập-Israel. ML-20 được Quân đội Nhân dân Việt Nam sử dụng trong Chiến tranh Việt Nam. Năm 2002, một bộ phim tài liệu truyền hình cho thấy ML-20 được lực lượng Liên minh phương Bắc Afghanistan sử dụng để chống lại các tay súng Taliban; Có vẻ như những khẩu súng này ban đầu được cung cấp cho chế độ của Najibullah.
ML-20 được Quân đội Liên Xô gắn lên khung gầm của xe tăng IS-2 thành lựu pháo tự hành ISU-152 và SU-152 gắn trên khung gầm của xe tăng KV-1S.
| Số lượng МL-20 đã được sản xuất (khẩu) |      |      |      |      |      |      |      |      |      |      |           |
| Năm                                    | 1937 | 1938 | 1939 | 1940 | 1941 | 1942 | 1943 | 1944 | 1945 | 1946 | Tổng cộng |
| Số lượng                               | 148  | 500  | 567  | 901  | 1342 | 1809 | 1002 | 275  | 325  | 15   | 6884      |

### Các quốc gia sử dụng
- Liên Xô
- Việt Nam Dân chủ Cộng hòa
- Lào
- Việt Nam